# Campeonato da Melanésia de Atletismo de 2016
O Campeonato da Melanésia de Atletismo de 2016 foi a 6ª edição da competição organizada pela Associação de Atletismo da Oceania entre os dias 7 de julho a 9 de julho de 2016. O evento foi realizado Estádio Nacional de Fiji, em Suva, nas Fiji. 

## Medalhistas
Resultados completos podem ser encontrados na página da AAO. 

### Feminino
| Evento                      | Ouro                              | Ouro     | Prata                              | Prata    | Bronze                                | Bronze   |
| --------------------------- | --------------------------------- | -------- | ---------------------------------- | -------- | ------------------------------------- | -------- |
| 100 metros                  | Toea Wisil · Papua-Nova Guiné     | 11.44    | Emily Coppins · Austrália          | 12.04    | Makereta Naulu · Fiji                 | 12.12    |
| 100 metros Sub-18           | Lateisha Willis · Austrália       | 12.03    | Miriam Peni · Papua-Nova Guiné     | 12.54    | Adubhi Plange · Fiji                  | 12.54    |
| 100 metros Para             | Paige Greco · Austrália           | 15.19    | Brighde Judge-Mears · Austrália    | 21.33    | Emily Preketes · Austrália            | 25.04    |
| 200 metros                  | Jessica Peris Regional Austrália  | 24.56    | Emily Coppins · Austrália          | 25.06    | Shirley Vunatup · Papua-Nova Guiné    | 25.25    |
| 200 metros Sub-15           |                                   |          | Carol Masi · Fiji                  |          | Lusiana Ratulevu · Fiji               |          |
| 400 metros                  | Jessica Peris Regional Austrália  | 55.19    | Donna Koniel · Papua-Nova Guiné    | 56.48    | Rebecca Bennett · Austrália           | 56.75    |
| 400 metros Sub-18           | Imogen Russell · Austrália        | 58.33    | Serenia Ragatu · Fiji              | 58.34    | N'dea Rumble Regional Austrália       | 1:00.59  |
| 800 metros                  | Tia Brady · Austrália             | 2:13.90  | Amy Brown · Austrália              | 2:15.69  | Donna Koniel · Papua-Nova Guiné       | 2:16.22  |
| 800 metros Sub-18           | Kelsie Youman Regional Austrália  | 2:20.32  | India Williams · Austrália         | 2:23.55  | Maia Ramsden · Nova Zelândia          | 2:24.10  |
| 1 500 metros                | Tia Brady · Austrália             | 4:38.95  | Natasha Favotto Regional Austrália | 4:50.25  | Gaelleanne Rossignol · Nova Caledônia | 5:04.65  |
| 3 000 metros                | Ruby Smee · Austrália             | 10:12.93 | Shania Murray · Austrália          | 10:30.43 | Mary Kua · Papua-Nova Guiné           | 11:29.32 |
| 5 000 metros                | Sharon Firisua · Ilhas Salomão    | 18:36.75 | Dianah Matekali · Ilhas Salomão    | 19:00.94 | Natasha Favotto Regional Austrália    | 19:21.86 |
| 10 000 metros               | Sharon Firisua · Ilhas Salomão    | 38:58.43 | Dianah Matekali · Ilhas Salomão    | 39:28.07 |                                       |          |
| 5 km marcha atlética        | Simone Mcinnes · Austrália        | 24:19.22 | Natalie Laurie · Austrália         | 29:02.48 |                                       |          |
| 5 km marcha atlética Sub-18 | Rhiannon Lovegrove · Austrália    | 26:50.23 |                                    |          |                                       |          |
| 100 metros barreiras        | Eliana Seymour · Austrália        | 14.14    | Afure Adah · Papua-Nova Guiné      | 14.86    | Jane Hickie · Austrália               | 14.99    |
| 100 metros barreiras Sub-18 | Lateisha Willis · Austrália       | 13.64    | Nicole Reynolds · Austrália        | 13.94    | Leilani Jones Regional Austrália      | 21.93    |
| 400 metros barreiras        | Donna Koniel · Papua-Nova Guiné   | 1:03.40  | Annie Topal · Papua-Nova Guiné     | 1:07.91  | Natalie Laurie · Austrália            | 1:18.71  |
| 400 metros barreiras Sub-18 | Tessa Constantine · Austrália     | 1:02.96  |                                    |          |                                       |          |
| 4×100 metros estafetas      | Fiji                              | 47.03 CR | FIJD                               | 48.09    | Regional Austrália                    | 49.06    |
| Revezamento medley          | Austrália                         | 1:45.27  | Fiji                               | 1:46.04  | Regional Austrália                    | 1:49.45  |
| Salto em altura             | Hannah Joye · Austrália           | 1.80m    | Rellie Kaputin · Papua-Nova Guiné  | 1.69m    | Nanise Tavisa · Fiji                  | 1.60m    |
| Salto em altura Sub-18      | Carley Stieler · Austrália        | 1.72m    | Sophie Tiver · Austrália           | 1.63m    | Amy Coulston · Austrália              | 1.60m    |
| Salto em comprimento        | Rellie Kaputin · Papua-Nova Guiné | 5.95m    | Sesenieli Donu · Fiji              | 5.43m    | Annie Topal · Papua-Nova Guiné        | 5.32m    |
| Salto em comprimento Sub-18 | Camryn Newton-Smith · Austrália   | 5.48m    | Jane Hickie · Austrália            | 5.30m    | Mereseini Waqatoki · Fiji             | 5.23m    |
| Salto triplo                | Rellie Kaputin · Papua-Nova Guiné | 12.25m   | Milika Tuivanuavou · Fiji          | 11.65m   | Annabelle Parmegiani · Austrália      | 11.63m   |
| Salto triplo Sub-18         | Kayla Cuba · Austrália            | 11.99m   | Taufa Cocker · Fiji                | 11.01m   | Maca Korolevu · Fiji                  | 10.55m   |
| Arremesso de peso           | Mia Cunningham · Austrália        | 12.43m   | Linda Selui · Nova Caledônia       | 12.22m   | Alice Peters · Fiji                   | 11.60m   |
| Arremesso de peso Sub-18    | Sam Lenton · Austrália            | 14.73m   | Siiva Tafiti · Austrália           | 14.67m   | Kristina Moore · Austrália            | 14.58m   |
| Arremesso de peso Sub-15    | Tarairi Erasito · Fiji            | 11.46m   |                                    |          |                                       |          |
| Arremesso de peso Para      | Lainiana Ere F36 · Fiji           | 6.03m    | Naibili Tagicakibau · Fiji         | 5.93m    |                                       |          |
| Lançamento de disco         | Karen Clarke · Austrália          | 45.68m   | Milika Tuivanuavou · Fiji          | 42.55m   | Atanasia Takosi · Nova Caledônia      | 42.19m   |
| Lançamento do martelo       | Brianna Stephens · Ilha Norfolk   | 42.84m   | Coranne Truques · Nova Caledônia   | 41.31m   | Jacklyn Travertz · Papua-Nova Guiné   | 35.31m   |
| Lançamento do dardo         | Tianah List · Austrália           | 47.17m   | Linda Selui · Nova Caledônia       | 46.13m   | Karen Clarke · Austrália              | 42.82m   |
| Lançamento do dardo Sub-18  | Ellie Bowyer · Austrália          | 49.42m   | Emily Nicholas · Austrália         | 44.34m   | Emma Butler · Austrália               | 43.62m   |
| Heptatlo                    | Adrine Monagi · Papua-Nova Guiné  | 4889 pts | Natalie Laurie · Austrália         | 3982 pts | Atilaite Inoke · Fiji                 | 3054 pts |
| Heptatlo Sub-18             | Camryn Newton-Smith · Austrália   | 4863 pts | Marnie Clarkson · Austrália        | 4466 pts |                                       |          |

## Quadro de medalhas (não oficial)
Quadro de medalhas foi publicado. 
| Ordem | País                  | Medalha de ouro | Medalha de prata | Medalha de bronze | Total |
| ----- | --------------------- | --------------- | ---------------- | ----------------- | ----- |
| 1     | Austrália             | 36              | 26               | 14                | 76    |
| 2     | Fiji                  | 10              | 15               | 14                | 39    |
| 3     | Papua-Nova Guiné      | 8               | 8                | 6                 | 22    |
| 4     | Regional da Austrália | 3               | 0                | 5                 | 8     |
| 5     | Ilhas Salomão         | 1               | 2                | 0                 | 3     |
| 6     | Ilha Norfolk          | 1               | 1                | 0                 | 2     |
| 7     | Fijd                  | 1               | 0                | 3                 | 4     |
| 8     | Nova Caledônia        | 0               | 2                | 3                 | 5     |
| 9     | Tonga                 | 0               | 1                | 0                 | 1     |
| 10    | Wallis e Futuna       | 0               | 0                | 2                 | 2     |
| 11    | Nova Zelândia         | 0               | 0                | 1                 | 1     |
| 11    | Palau                 | 0               | 0                | 1                 | 1     |
| Total | Total                 | 60              | 55               | 49                | 164   |

Legenda
| Recorde mundial       | Recorde mundial (World record)               |                       | Recorde africano                      | Recorde africano (African) |                                           | Q | Classificado por posição (Qualified) |
| Recorde do campeonato | Recorde do campeonato (Championship record)  | Recorde da América    | Recorde da América (Americas)         | q                          | Classificado por melhor tempo (Qualified) |   |                                      |
| Melhor marca do ano   | Melhor marca do ano (World leading)          | Recorde asiático      | Recorde asiático (Asian)              | DNS                        | Não largou (Did not start)                |   |                                      |
| Recorde nacional      | Recorde nacional (National record)           | Recorde europeu       | Recorde europeu (European)            | DNF                        | Não terminou (Did not finish)             |   |                                      |
| Recorde pessoal       | Recorde pessoal do atleta (Personal best)    | Recorde da Oceania    | Recorde da Oceania (Oceania)          | DSQ / DQ                   | Desclassificado (Disqualified)            |   |                                      |
| Recorde da temporada  | Recorde da temporada do atleta (Season best) | Recorde sul-americano | Recorde sul-americano (South America) | NM                         | Sem marca (No mark)                       |   |                                      |